# Zezinho (football, 1974)
Pour les articles homonymes, voir Zezinho.
José Conceição Costa dit Zezinho (né le 13 septembre 1974 à Macaúbas dans l'état de Bahia), est un footballeur brésilien. Il est attaquant.

## Biographie
Zezinho a disputé 31 matchs en 1re division brésilienne et a inscrit 2 buts dans ce championnat.
Il a par ailleurs joué 10 matchs en 1re division portugaise avec le club de Beira-Mar, marquant 1 but.